# Гаваян-Гарденс (Каліфорнія)
Гаваян-Гарденс (англ. Hawaiian Gardens) — місто (англ. city) в США, в окрузі Лос-Анджелес штату Каліфорнія. Населення — 14 149 осіб (2020).

## Географія
Гаваян-Гарденс розташований за координатами 33°49′48″ пн. ш. 118°4′21″ зх. д. / 33.83000° пн. ш. 118.07250° зх. д. (33.829988, -118.072544).  За даними Бюро перепису населення США в 2010 році місто мало площу 2,48 км², з яких 2,45 км² — суходіл та 0,03 км² — водойми.

## Демографія
Згідно з переписом 2010 року, у місті мешкали 14 254 особи в 3562 домогосподарствах у складі 2870 родин. Густота населення становила 5755 осіб/км².  Було 3703 помешкання (1495/км²).
Расовий склад населення:
| - 45,4 % — білих - 10,6 % — азіатів - 3,8 % — чорних або афроамериканців - 1,2 % — корінних американців - 0,4 % — вихідців з тихоокеанських островів - 34,6 % — осіб інших рас |

До двох чи більше рас належало 3,9 %. Частка іспаномовних становила 77,2 % від усіх жителів.
За віковим діапазоном населення розподілялося таким чином: 32,1 % — особи молодші 18 років, 60,0 % — особи у віці 18—64 років, 7,9 % — особи у віці 65 років та старші. Медіана віку мешканця становила 28,4 року. На 100 осіб жіночої статі у місті припадало 99,4 чоловіків;  на 100 жінок у віці від 18 років та старших — 96,9 чоловіків також старших 18 років.
Середній дохід на одне домашнє господарство  становив 45 346 доларів США (медіана — 37 571), а середній дохід на одну сім'ю — 45 504 долари (медіана — 37 485). Медіана доходів становила 31 391 долар для чоловіків та 26 078 доларів для жінок. За межею бідності перебувало 30,7 % осіб, у тому числі 43,6 % дітей у віці до 18 років та 22,3 % осіб у віці 65 років та старших.
Цивільне працевлаштоване населення становило 5473 особи. Основні галузі зайнятості: освіта, охорона здоров'я та соціальна допомога — 16,0 %, виробництво — 15,9 %, мистецтво, розваги та відпочинок — 14,4 %.